# Eubleekeria rapsoni
Eubleekeria rapsoni är en fiskart som först beskrevs av Munro, 1964.  Eubleekeria rapsoni ingår i släktet Eubleekeria och familjen Leiognathidae. Inga underarter finns listade i Catalogue of Life.